# Ирена Кръстева
Ирена Ангелова Кръстева е български медиен магнат, предишен собственик на вестниците „Телеграф“, „Монитор“, „Политика“, „Засада“, „Борба“, „Меридиан мач“, както и на телевизия ББТ. През 2015 г. Кръстева официално прехвърля собствеността на вестниците на сина си Делян Пеевски. В началото на 2021 г. пък изданията са продадени на международната компания „Юнайтед груп“.

## Биография
Родена е на 22 юли 1955 г. В X клас е изключена от английската гимназия. Тренирала е баскетбол и плуване. Завършва класическа филология и журналистика в Софийския университет. През 80-те години работи като коректорка в издателството на БАН.
През март 2002 г., по време на правителството на НДСВ, е назначена от тогавашния спортен министър Васил Иванов-Лучано за изпълнителен директор на Българския спортен тотализатор, а скандалите с представители на спортните федерации започват веднага. Освободена е от позицията през ноември 2005 г. от новия министър Весела Лечева.
През 2008 г. купува и телевизия ТВ7, но през май 2009 г. в собствеността на телевизията настъпват промени. Съсобственик е в най-голямата печатница в България – ИПК „Родина“.
През юни 2009 г. прокуратурата обявява, че парите, с които Ирена Кръстева е придобила куп медии, а след това става и мажоритарен собственик в ИПК „Родина", са чисти, а собственичката им няма никакви задължения към държавата под формата на данъци и осигуровки.
Майка е на Делян Пеевски.